# Saison 2020-2021 des Trail Blazers de Portland
La saison 2020-2021 des Trail Blazers de Portland est la 51e saison de la franchise en NBA.
Le début de saison de l'équipe est jonché par les blessures de Jusuf Nurkić, C. J. McCollum et Zach Collins. Avant la date limite des transferts, la franchise accueille Norman Powell en échange de Gary Trent Jr..
Durant la saison, Enes Kanter bat le record de franchise du nombre de rebonds captés dans un match, avec 30 rebonds, Damian Lillard entre dans le Top 10 des meilleurs marqueurs à 3 points de l'histoire et Carmelo Anthony est devenu le 10e meilleur marqueur de l'histoire de la NBA.
L'équipe termine à la 6e place de la conférence Ouest et affronte les Nuggets de Denver au premier tour des playoffs, perdant la série 4-2. Durant le 5e match de la série, Lillard bat son propre record de franchise pour le plus grand nombre de points inscrits dans un match de playoffs, avec 55 unités et un record de 12 paniers à trois points inscrits.
À l'issue de la saison, Terry Stotts est limogé de l'équipe, laissant le poste d'entraîneur vacant pour la saison suivante. Lillard obtient une nouvelle sélection au NBA All-Star Game et est également élu coéquipier de l'année.

## Draft
| Tour | Choix | Joueur       | Poste | Nationalité | Provenance                  |
| ---- | ----- | ------------ | ----- | ----------- | --------------------------- |
| 2    | 46    | C. J. Elleby | SF    | États-Unis  | Cougars de Washington State |

## Matchs

### Pré-saison
| Pré-saison Total: 1-3 (Domicile : 1-1; Extérieur : 0-2) |

| Match | Date match  | Équipe     | Score     | Meilleur marqueur     | Meilleur rebondeur | Meilleur passeur      | Lieux       | Série |
| ----- | ----------- | ---------- | --------- | --------------------- | ------------------ | --------------------- | ----------- | ----- |
| 1     | 11 décembre | Sacramento | V 127-102 | Carmelo Anthony (21)  | Harry Giles (14)   | Lillard, McCollum (5) | Moda Center | 1 - 0 |
| 2     | 13 décembre | Sacramento | D 106-121 | Harry Giles (19)      | Harry Giles (13)   | Rodney Hood (4)       | Moda Center | 1 - 1 |
| 3     | 16 décembre | @ Denver   | D 95-126  | Robert Covington (15) | Jusuf Nurkić (8)   | Damian Lillard (4)    | Ball Arena  | 1 - 2 |
| 4     | 18 décembre | @ Denver   | D 96-129  | C. J. McCollum (26)   | Enes Kanter (9)    | Jusuf Nurkić (4)      | Ball Arena  | 1 - 3 |

### Saison régulière
| Saison régulière Total: 42-30 (Domicile : 20-16; Extérieur : 22-14) |

| Match | Date match  | Équipe          | Score          | Meilleur marqueur   | Meilleur rebondeur | Meilleur passeur    | Lieux          | Série |
| ----- | ----------- | --------------- | -------------- | ------------------- | ------------------ | ------------------- | -------------- | ----- |
| 1     | 23 décembre | Utah            | D 100-120      | C. J. McCollum (23) | Enes Kanter (8)    | Damian Lillard (7)  | Moda Center    | 0 - 1 |
| 2     | 26 décembre | Houston         | V 128-126 (OT) | C. J. McCollum (44) | Jusuf Nurkić (11)  | Damian Lillard (9)  | Moda Center    | 1 - 1 |
| 3     | 28 décembre | @ L.A. Lakers   | V 115-107      | Damian Lillard (31) | Enes Kanter (14)   | C. J. McCollum (11) | Staples Center | 2 - 1 |
| 4     | 30 décembre | @ L.A. Clippers | D 105-128      | C. J. McCollum (25) | Enes Kanter (10)   | Damian Lillard (4)  | Staples Center | 2 - 2 |

| Match                                                                                          | Date match  | Équipe         | Score     | Meilleur marqueur      | Meilleur rebondeur    | Meilleur passeur      | Lieux           | Série  |
| ---------------------------------------------------------------------------------------------- | ----------- | -------------- | --------- | ---------------------- | --------------------- | --------------------- | --------------- | ------ |
| 5                                                                                              | 1er janvier | @ Golden State | V 123-98  | Damian Lillard (34)    | Robert Covington (11) | Damian Lillard (8)    | Chase Center    | 3 - 2  |
| 6                                                                                              | 3 janvier   | @ Golden State | D 122-137 | Damian Lillard (32)    | Enes Kanter (12)      | C. J. McCollum (5)    | Chase Center    | 3 - 3  |
| 7                                                                                              | 5 janvier   | Chicago        | D 108-111 | C. J. McCollum (26)    | Jusuf Nurkić (11)     | Damian Lillard (9)    | Moda Center     | 3 - 4  |
| 8                                                                                              | 7 janvier   | Minnesota      | V 135-117 | Damian Lillard (39)    | Trois joueurs (7)     | Damian Lillard (7)    | Moda Center     | 4 - 4  |
| 9                                                                                              | 9 janvier   | @ Sacramento   | V 125-99  | C. J. McCollum (37)    | Enes Kanter (15)      | Damian Lillard (6)    | Golden 1 Center | 5 - 4  |
| 10                                                                                             | 11 janvier  | Toronto        | V 112-111 | C. J. McCollum (30)    | Robert Covington (8)  | Lillard, McCollum (5) | Moda Center     | 6 - 4  |
| 11                                                                                             | 13 janvier  | @ Sacramento   | V 132-126 | Damian Lillard (40)    | Jusuf Nurkić (12)     | Damian Lillard (13)   | Golden 1 Center | 7 - 4  |
| 12                                                                                             | 14 janvier  | Indiana        | D 87-111  | Lillard, McCollum (22) | Enes Kanter (9)       | Lillard, McCollum (4) | Moda Center     | 7 - 5  |
| 13                                                                                             | 16 janvier  | Atlanta        | V 112-106 | Damian Lillard (36)    | Enes Kanter (15)      | Damian Lillard (7)    | Moda Center     | 8 - 5  |
| 14                                                                                             | 18 janvier  | San Antonio    | D 104-125 | Damian Lillard (35)    | Enes Kanter (8)       | Damian Lillard (6)    | Moda Center     | 8 - 6  |
| -                                                                                              | 20 janvier  | Memphis        | Reporté*  | Reporté*               | Reporté*              | Reporté*              | Moda Center     | -      |
| -                                                                                              | 22 janvier  | Memphis        | Reporté*  | Reporté*               | Reporté*              | Reporté*              | Moda Center     | -      |
| 15                                                                                             | 24 janvier  | New York       | V 116-113 | Damian Lillard (39)    | Giles, Kanter (8)     | Damian Lillard (8)    | Moda Center     | 9 - 6  |
| 16                                                                                             | 25 janvier  | Oklahoma City  | D 122-125 | Damian Lillard (26)    | Enes Kanter (22)      | Damian Lillard (10)   | Moda Center     | 9 - 7  |
| 17                                                                                             | 28 janvier  | @ Houston      | D 101-104 | Damian Lillard (30)    | Enes Kanter (13)      | Damian Lillard (9)    | Toyota Center   | 9 - 8  |
| 18                                                                                             | 30 janvier  | @ Chicago      | V 123-122 | Damian Lillard (44)    | Enes Kanter (11)      | Damian Lillard (9)    | United Center   | 10 - 8 |
| * Les matchs ont été reportés à la suite du protocole sanitaire de la ligue contre la covid-19 |             |                |           |                        |                       |                       |                 |        |

| Match | Date match  | Équipe                | Score     | Meilleur marqueur   | Meilleur rebondeur    | Meilleur passeur    | Lieux                    | Série   |
| ----- | ----------- | --------------------- | --------- | ------------------- | --------------------- | ------------------- | ------------------------ | ------- |
| 19    | 1er février | @ Milwaukee           | D 106-134 | Nassir Little (30)  | Enes Kanter (11)      | Damian Lillard (7)  | Fiserv Forum             | 10 - 9  |
| 20    | 2 février   | @ Washington          | V 132-121 | Damian Lillard (32) | Enes Kanter (15)      | Damian Lillard (8)  | Capital One Arena        | 11 - 9  |
| 21    | 4 février   | @ Philadelphie        | V 121-105 | Gary Trent Jr. (24) | Enes Kanter (18)      | Carmelo Anthony (5) | Wells Fargo Center       | 12 - 9  |
| 22    | 6 février   | @ New York            | D 99-110  | Damian Lillard (29) | Enes Kanter (11)      | Damian Lillard (9)  | Madison Square Garden    | 12 - 10 |
| 23    | 9 février   | Orlando               | V 106-97  | Damian Lillard (36) | Robert Covington (11) | Gary Trent Jr. (6)  | Moda Center              | 13 - 10 |
| 24    | 11 février  | Philadelphie          | V 118-114 | Damian Lillard (30) | Enes Kanter (14)      | Damian Lillard (7)  | Moda Center              | 14 - 10 |
| 25    | 12 février  | Cleveland             | V 129-110 | Gary Trent Jr. (26) | Enes Kanter (13)      | Damian Lillard (9)  | Moda Center              | 15 - 10 |
| 26    | 14 février  | @ Dallas              | V 121-118 | Damian Lillard (34) | Enes Kanter (8)       | Damian Lillard (11) | American Airlines Center | 16 - 10 |
| 27    | 16 février  | @ Oklahoma City       | V 115-104 | Damian Lillard (31) | Enes Kanter (21)      | Damian Lillard (10) | Chesapeake Energy Arena  | 17 - 10 |
| 28    | 17 février  | @ La Nouvelle-Orléans | V 126-124 | Damian Lillard (43) | Robert Covington (8)  | Damian Lillard (16) | Smoothie King Center     | 18 - 10 |
| 29    | 20 février  | Washington            | D 111-118 | Damian Lillard (35) | Enes Kanter (13)      | Damian Lillard (12) | Moda Center              | 18 - 11 |
| 30    | 22 février  | @ Phoenix             | D 100-132 | Damian Lillard (24) | Enes Kanter (15)      | Damian Lillard (7)  | PHX Arena                | 18 - 12 |
| 31    | 23 février  | @ Denver              | D 106-111 | Damian Lillard (25) | Enes Kanter (14)      | Damian Lillard (13) | Ball Arena               | 18 - 13 |
| 32    | 26 février  | @ L.A. Lakers         | D 93-102  | Damian Lillard (35) | Enes Kanter (17)      | Damian Lillard (7)  | Staples Center           | 18 - 14 |

| Match                  | Date match | Équipe              | Score     | Meilleur marqueur     | Meilleur rebondeur    | Meilleur passeur       | Lieux                   | Série   |
| ---------------------- | ---------- | ------------------- | --------- | --------------------- | --------------------- | ---------------------- | ----------------------- | ------- |
| 33                     | 1er mars   | Charlotte           | V 123-111 | Carmelo Anthony (29)  | Enes Kanter (11)      | Damian Lillard (10)    | Moda Center             | 19 - 14 |
| 34                     | 3 mars     | Golden State        | V 108-106 | Anthony, Lillard (22) | Enes Kanter (14)      | Damian Lillard (6)     | Moda Center             | 20 - 14 |
| 35                     | 4 mars     | Sacramento          | V 123-119 | Damian Lillard (44)   | Enes Kanter (21)      | Damian Lillard (7)     | Moda Center             | 21 - 14 |
| NBA All-Star Game 2021 |            |                     |           |                       |                       |                        |                         |         |
| 36                     | 11 mars    | Phoenix             | D 121-127 | Damian Lillard (30)   | Enes Kanter (11)      | Damian Lillard (8)     | Moda Center             | 21 - 15 |
| 37                     | 13 mars    | @ Minnesota         | V 125-121 | Carmelo Anthony (26)  | Enes Kanter (11)      | Damian Lillard (10)    | Target Center           | 22 - 15 |
| 38                     | 14 mars    | @ Minnesota         | D 112-114 | Damian Lillard (38)   | Enes Kanter (11)      | Anthony, Covington (5) | Target Center           | 22 - 16 |
| 39                     | 16 mars    | La Nouvelle-Orléans | V 125-124 | Damian Lillard (50)   | Damian Lillard (6)    | Damian Lillard (10)    | Moda Center             | 23 - 16 |
| 40                     | 18 mars    | La Nouvelle-Orléans | V 101-93  | Damian Lillard (36)   | Enes Kanter (13)      | Trois joueurs (2)      | Moda Center             | 24 - 16 |
| 41                     | 19 mars    | Dallas              | V 125-119 | C. J. McCollum (32)   | Enes Kanter (9)       | Damian Lillard (6)     | Moda Center             | 25 - 16 |
| 42                     | 21 mars    | Dallas              | D 92-132  | Damian Lillard (19)   | Covington, Kanter (6) | Damian Lillard (4)     | Moda Center             | 25 - 17 |
| 43                     | 23 mars    | Brooklyn            | D 112-116 | Damian Lillard (22)   | Enes Kanter (19)      | Damian Lillard (9)     | Moda Center             | 25 - 18 |
| 44                     | 25 mars    | @ Miami             | V 125-122 | C. J. McCollum (35)   | Enes Kanter (16)      | Damian Lillard (9)     | American Airlines Arena | 26 - 18 |
| 45                     | 26 mars    | @ Orlando           | V 112-105 | McCollum, Powell (22) | Enes Kanter (15)      | C. J. McCollum (7)     | Amway Center            | 27 - 18 |
| 46                     | 28 mars    | @ Toronto           | V 122-117 | C. J. McCollum (23)   | Robert Covington (12) | Damian Lillard (11)    | Amalie Arena            | 28 - 18 |
| 47                     | 31 mars    | @ Détroit           | V 124-101 | Damian Lillard (33)   | Enes Kanter (8)       | Damian Lillard (10)    | Little Caesars Arena    | 29 - 18 |

| Match | Date match | Équipe          | Score     | Meilleur marqueur     | Meilleur rebondeur    | Meilleur passeur      | Lieux                   | Série   |
| ----- | ---------- | --------------- | --------- | --------------------- | --------------------- | --------------------- | ----------------------- | ------- |
| 48    | 2 avril    | Milwaukee       | D 109-127 | Damian Lillard (32)   | Jusuf Nurkić (11)     | C. J. McCollum (7)    | Moda Center             | 29 - 19 |
| 49    | 3 avril    | Oklahoma City   | V 133-85  | C. J. McCollum (20)   | Enes Kanter (17)      | Damian Lillard (6)    | Moda Center             | 30 - 19 |
| 50    | 6 avril    | @ L.A. Clippers | D 116-133 | Norman Powell (32)    | Enes Kanter (15)      | Lillard, McCollum (6) | Staples Center          | 30 - 20 |
| 51    | 8 avril    | @ Utah          | D 103-122 | Damian Lillard (23)   | Enes Kanter (7)       | Damian Lillard (6)    | Vivint Smart Home Arena | 30 - 21 |
| 52    | 10 avril   | Détroit         | V 118-103 | Damian Lillard (27)   | Enes Kanter (30)      | Damian Lillard (10)   | Moda Center             | 31 - 21 |
| 53    | 11 avril   | Miami           | D 98-107  | McCollum, Powell (17) | Jusuf Nurkić (9)      | Trois joueurs (4)     | Moda Center             | 31 - 22 |
| 54    | 13 avril   | Boston          | D 115-116 | Damian Lillard (28)   | Enes Kanter (10)      | Damian Lillard (10)   | Moda Center             | 31 - 23 |
| 55    | 16 avril   | @ San Antonio   | V 107-106 | C. J. McCollum (29)   | Enes Kanter (13)      | C. J. McCollum (6)    | AT&T Center             | 32 - 23 |
| 56    | 18 avril   | @ Charlotte     | D 101-109 | Carmelo Anthony (24)  | Covington, Kanter (7) | C. J. McCollum (6)    | Spectrum Center         | 32 - 24 |
| 57    | 20 avril   | L.A. Clippers   | D 112-113 | C. J. McCollum (28)   | Nassir Little (10)    | C. J. McCollum (5)    | Moda Center             | 32 - 25 |
| 58    | 21 avril   | Denver          | D 105-106 | Damian Lillard (22)   | C. J. McCollum (9)    | Jusuf Nurkić (6)      | Moda Center             | 32 - 26 |
| 59    | 23 avril   | Memphis         | D 128-130 | Damian Lillard (27)   | Jusuf Nurkić (17)     | C .J. McCollum (7)    | Moda Center             | 32 - 27 |
| 60    | 25 avril   | Memphis         | D 113-120 | C. J. McCollum (27)   | Jusuf Nurkić (19)     | Lillard, Nurkić (5)   | Moda Center             | 32 - 28 |
| 61    | 27 avril   | @ Indiana       | V 133-112 | Anfernee Simons (27)  | Enes Kanter (14)      | Damian Lillard (6)    | Bankers Life Fieldhouse | 33 - 28 |
| 62    | 28 avril   | @ Memphis       | V 130-109 | C. J. McCollum (26)   | Jusuf Nurkić (9)      | C. J. McCollum (6)    | FedExForum              | 34 - 28 |
| 63    | 30 avril   | @ Brooklyn      | V 128-109 | Damian Lillard (32)   | Jusuf Nurkić (11)     | Damian Lillard (9)    | Barclays Center         | 35 - 28 |

| Match | Date match | Équipe      | Score     | Meilleur marqueur   | Meilleur rebondeur    | Meilleur passeur    | Lieux                      | Série   |
| ----- | ---------- | ----------- | --------- | ------------------- | --------------------- | ------------------- | -------------------------- | ------- |
| 64    | 2 mai      | @ Boston    | V 129-119 | C. J. McCollum (33) | Jusuf Nurkić (11)     | Damian Lillard (13) | TD Garden                  | 36 - 28 |
| 65    | 3 mai      | @ Atlanta   | D 114-123 | Damian Lillard (33) | Jusuf Nurkić (9)      | Damian Lillard (8)  | State Farm Arena           | 36 - 29 |
| 66    | 5 mai      | @ Cleveland | V 141-105 | Damian Lillard (32) | Enes Kanter (13)      | Damian Lillard (9)  | Rocket Mortgage FieldHouse | 37 - 29 |
| 67    | 7 mai      | L.A. Lakers | V 106-101 | Damian Lillard (38) | Jusuf Nurkić (13)     | Damian Lillard (7)  | Moda Center                | 38 - 29 |
| 68    | 8 mai      | San Antonio | V 124-102 | Damian Lillard (30) | Robert Covington (11) | Damian Lillard (8)  | Moda Center                | 39 - 29 |
| 69    | 10 mai     | Houston     | V 140-129 | Damian Lillard (34) | Enes Kanter (10)      | C. J. McCollum (7)  | Moda Center                | 40 - 29 |
| 70    | 12 mai     | @ Utah      | V 105-98  | Damian Lillard (30) | Jusuf Nurkić (15)     | Lillard, Nurkić (6) | Vivint Smart Home Arena    | 41 - 29 |
| 71    | 13 mai     | @ Phoenix   | D 117-118 | Damian Lillard (41) | Kanter, Nurkić (8)    | C. J. McCollum (6)  | PHX Arena                  | 41 - 30 |
| 72    | 16 mai     | Denver      | V 132-116 | C. J. McCollum (24) | Enes Kanter (15)      | Damian Lillard (10) | Moda Center                | 42 - 30 |

### Playoffs
| Playoffs Total: 2-4 (Domicile : 1-2; Extérieur : 1-2) |

| Match | Date match | Équipe   | Score           | Meilleur marqueur   | Meilleur rebondeur     | Meilleur passeur    | Lieux       | Série |
| ----- | ---------- | -------- | --------------- | ------------------- | ---------------------- | ------------------- | ----------- | ----- |
| 1     | 22 mai     | @ Denver | V 123-109       | Damian Lillard (34) | Jusuf Nurkić (12)      | Damian Lillard (13) | Ball Arena  | 1 - 0 |
| 2     | 24 mai     | @ Denver | D 109-128       | Damian Lillard (42) | Jusuf Nurkić (13)      | Damian Lillard (10) | Ball Arena  | 1 - 1 |
| 3     | 27 mai     | Denver   | D 115-120       | Damian Lillard (37) | Jusuf Nurkić (13)      | Jusuf Nurkić (6)    | Moda Center | 1 - 2 |
| 4     | 29 mai     | Denver   | V 115-95        | Norman Powell (29)  | Robert Covington (9)   | Damian Lillard (10) | Moda Center | 2 - 2 |
| 5     | 1er juin   | @ Denver | D 140-147 (2OT) | Damian Lillard (55) | Covington, Nurkić (11) | Damian Lillard (10) | Ball Arena  | 2 - 3 |
| 6     | 3 juin     | Denver   | D 115-126       | Damian Lillard (28) | Robert Covington (10)  | Damian Lillard (13) | Moda Center | 2 - 4 |

### Confrontations en saison régulière
| Conférence Est      | Conférence Est                              | Conférence Est                              | Conférence Ouest                            | Conférence Ouest                            | Conférence Ouest                            | Conférence Ouest                            | Conférence Ouest                            |
| Division Atlantique | Division Atlantique                         | Division Atlantique                         | Division Nord-Ouest                         | Division Nord-Ouest                         | Division Nord-Ouest                         | Division Nord-Ouest                         | Division Nord-Ouest                         |
| Équipe              | Domicile                                    | Extérieur                                   | Équipe                                      | Domicile                                    | Domicile                                    | Extérieur                                   | Extérieur                                   |
| ------------------- | ------------------------------------------- | ------------------------------------------- | ------------------------------------------- | ------------------------------------------- | ------------------------------------------- | ------------------------------------------- | ------------------------------------------- |
| Boston              | 115-116                                     | 129-119                                     | Denver                                      | 105-106                                     | 132-116                                     | 106-111                                     |                                             |
| Brooklyn            | 112-116                                     | 128-109                                     | Minnesota                                   | 135-117                                     |                                             | 125-121                                     | 112-114                                     |
| New York            | 116-113                                     | 99-110                                      | Oklahoma City                               | 122-125                                     | 133-85                                      | 115-104                                     |                                             |
| Philadelphie        | 118-114                                     | 121-105                                     |                                             |                                             |                                             |                                             |                                             |
| Toronto             | 112-111                                     | 122-117                                     | Utah                                        | 100-120                                     |                                             | 103-122                                     | 105-98                                      |
|                     | 3-2                                         | 4-1                                         |                                             | 3-3                                         | 3-3                                         | 3-3                                         | 3-3                                         |
| Division            | 7-3                                         | 7-3                                         | Division                                    | 6-6                                         | 6-6                                         | 6-6                                         | 6-6                                         |
| Division Centrale   | Division Centrale                           | Division Centrale                           | Division Pacifique                          | Division Pacifique                          | Division Pacifique                          | Division Pacifique                          | Division Pacifique                          |
| Équipe              | Domicile                                    | Extérieur                                   | Équipe                                      | Domicile                                    | Domicile                                    | Extérieur                                   | Extérieur                                   |
| Chicago             | 108-111                                     | 123-122                                     | Golden State                                | 108-106                                     |                                             | 123-98                                      | 122-137                                     |
| Cleveland           | 129-110                                     | 141-105                                     | L.A. Clippers                               | 112-113                                     |                                             | 105-128                                     | 116-133                                     |
| Detroit             | 118-103                                     | 124-101                                     | L.A. Lakers                                 | 106-101                                     |                                             | 115-107                                     | 93-102                                      |
| Indiana             | 87-111                                      | 133-112                                     | Phoenix                                     | 121-127                                     |                                             | 100-132                                     | 117-118                                     |
| Milwaukee           | 109-127                                     | 106-134                                     | Sacramento                                  | 123-119                                     |                                             | 125-99                                      | 132-126                                     |
|                     | 2-3                                         | 4-1                                         |                                             | 3-2                                         | 3-2                                         | 4-6                                         | 4-6                                         |
| Division            | 6-4                                         | 6-4                                         | Division                                    | 7-8                                         | 7-8                                         | 7-8                                         | 7-8                                         |
| Division Sud-Est    | Division Sud-Est                            | Division Sud-Est                            | Division Sud-Ouest                          | Division Sud-Ouest                          | Division Sud-Ouest                          | Division Sud-Ouest                          | Division Sud-Ouest                          |
| Équipe              | Domicile                                    | Extérieur                                   | Équipe                                      | Domicile                                    | Domicile                                    | Extérieur                                   | Extérieur                                   |
| Atlanta             | 112-106                                     | 114-123                                     | Dallas                                      | 125-119                                     | 92-132                                      | 121-118                                     |                                             |
| Charlotte           | 123-111                                     | 101-109                                     | Houston                                     | 128-126 (OT)                                | 140-129                                     | 101-104                                     |                                             |
| Miami               | 98-107                                      | 125-122                                     | Memphis                                     | 128-130                                     | 113-120                                     | 130-109                                     |                                             |
| Orlando             | 106-97                                      | 112-105                                     | New Orleans                                 | 125-124                                     | 101-93                                      | 126-124                                     |                                             |
| Washington          | 111-118                                     | 132-121                                     | San Antonio                                 | 104-125                                     | 124-102                                     | 107-106                                     |                                             |
|                     | 3-2                                         | 3-2                                         |                                             | 6-4                                         | 6-4                                         | 4-1                                         | 4-1                                         |
| Division            | 6-4                                         | 6-4                                         | Division                                    | 10-5                                        | 10-5                                        | 10-5                                        | 10-5                                        |
| Conférence          | 19-11 (Domicile : 8-7; Extérieur : 11-4)    | 19-11 (Domicile : 8-7; Extérieur : 11-4)    | Conférence                                  | 23-19 (Domicile : 12-9; Extérieur : 11-10)  | 23-19 (Domicile : 12-9; Extérieur : 11-10)  | 23-19 (Domicile : 12-9; Extérieur : 11-10)  | 23-19 (Domicile : 12-9; Extérieur : 11-10)  |
| Total               | 42-30 (Domicile : 20-16; Extérieur : 22-14) | 42-30 (Domicile : 20-16; Extérieur : 22-14) | 42-30 (Domicile : 20-16; Extérieur : 22-14) | 42-30 (Domicile : 20-16; Extérieur : 22-14) | 42-30 (Domicile : 20-16; Extérieur : 22-14) | 42-30 (Domicile : 20-16; Extérieur : 22-14) | 42-30 (Domicile : 20-16; Extérieur : 22-14) |

## Classements
| Conférence Ouest | Conférence Ouest                    | Conférence Ouest | Conférence Ouest | Conférence Ouest | Conférence Ouest | Conférence Ouest | Conférence Ouest |
| No               | Franchise                           | Vic.             | Def.             | MJ               | V/D              | GB               |                  |
| ---------------- | ----------------------------------- | ---------------- | ---------------- | ---------------- | ---------------- | ---------------- | ---------------- |
| 1                | z - Jazz de l'Utah*                 | 52               | 20               | 72               | .722             | –                |                  |
| 2                | y - Suns de Phoenix*                | 51               | 21               | 72               | .708             | 1                |                  |
| 3                | x - Nuggets de Denver               | 47               | 25               | 72               | .653             | 5                |                  |
| 4                | x - Clippers de Los Angeles         | 47               | 25               | 72               | .653             | 5                |                  |
| 5                | y - Mavericks de Dallas*            | 42               | 30               | 72               | .583             | 10               |                  |
| 6                | x - Trail Blazers de Portland       | 42               | 30               | 72               | .583             | 10               |                  |
|                  |                                     |                  |                  |                  |                  |                  |                  |
| 7                | x - Lakers de Los Angeles           | 42               | 30               | 72               | .583             | 10               |                  |
| 8                | x - Grizzlies de Memphis            | 38               | 34               | 72               | .528             | 14               |                  |
| 9                | o - Warriors de Golden State        | 39               | 33               | 72               | .542             | 13               |                  |
| 10               | o - Spurs de San Antonio            | 33               | 39               | 72               | .458             | 19               |                  |
|                  |                                     |                  |                  |                  |                  |                  |                  |
| 11               | o - Pelicans de La Nouvelle-Orléans | 31               | 41               | 72               | .431             | 21               |                  |
| 12               | o - Kings de Sacramento             | 31               | 41               | 72               | .431             | 21               |                  |
| 13               | o - Timberwolves du Minnesota       | 23               | 49               | 72               | .319             | 29               |                  |
| 14               | o - Thunder d'Oklahoma City         | 22               | 50               | 72               | .306             | 30               |                  |
| 15               | o - Rockets de Houston              | 17               | 55               | 72               | .236             | 35               |                  |

| Division Nord-Ouest           | V  | D  | MJ | V/D  | GB | Dom   | Ext   | Div |
| ----------------------------- | -- | -- | -- | ---- | -- | ----- | ----- | --- |
| z - Jazz de l'Utah            | 52 | 20 | 72 | .722 | –  | 31–5  | 21–15 | 7–5 |
| x - Nuggets de Denver         | 47 | 25 | 72 | .653 | 5  | 25–11 | 22–14 | 9–3 |
| x - Trail Blazers de Portland | 42 | 30 | 72 | .583 | 10 | 20–16 | 22–14 | 6–6 |
| o - Timberwolves du Minnesota | 23 | 49 | 72 | .319 | 29 | 13–23 | 10–26 | 5–7 |
| o - Thunder d'Oklahoma City   | 22 | 50 | 72 | .306 | 30 | 10–26 | 12–24 | 3–9 |

## Effectif

### Effectif actuel
| Trail Blazers de Portland Effectif en fin de saison régulière  |    |                                  |                         |                      |
| Entraîneur : Terry Stotts                                      |    |                                  |                         |                      |
| Ailier / Ailier fort                                           | 00 | Drapeau des États-Unis           | Carmelo Anthony         | Syracuse             |
| Arrière                                                        | 21 | Drapeau des États-Unis           | Keljin Blevins (R) (TW) | Montana State        |
| Ailier fort / Pivot                                            | 33 | Drapeau des États-Unis           | Zach Collins            | Gonzaga              |
| Ailier / Ailier fort                                           | 23 | Drapeau des États-Unis           | Robert Covington        | Tennessee State (en) |
| Arrière / Ailier                                               | 16 | Drapeau des États-Unis           | C. J. Elleby (R)        | Washington State     |
| Ailier fort / Pivot                                            | 4  | Drapeau des États-Unis           | Harry Giles             | Duke                 |
| Ailier / Ailier fort                                           | 2  | Drapeau des États-Unis           | Rondae Hollis-Jefferson | Arizona              |
| Ailier                                                         | 55 | Drapeau des États-Unis           | Derrick Jones Jr.       | UNLV                 |
| Pivot                                                          | 11 | Drapeau de la Turquie            | Enes Kanter             | Fenerbahçe SK        |
| Ailier fort                                                    | 18 | /                                | T. J. Leaf (TW)         | UCLA                 |
| Meneur                                                         | 0  | Drapeau des États-Unis           | Damian Lillard (C)      | Weber State          |
| Ailier                                                         | 9  | Drapeau des États-Unis           | Nassir Little           | North Carolina       |
| Arrière                                                        | 3  | Drapeau des États-Unis           | C. J. McCollum          | Lehigh               |
| Pivot                                                          | 27 | Drapeau de la Bosnie-Herzégovine | Jusuf Nurkić            | KK Cedevita          |
| Arrière / Ailier                                               | 24 | Drapeau des États-Unis           | Norman Powell           | UCLA                 |
| Meneur / Arrière                                               | 1  | Drapeau des États-Unis           | Anfernee Simons         | IMG Academy          |
| (C) - Capitaine, (R) - Rookie, (TW) - Two-way contract, Blessé |    |                                  |                         |                      |

## Récompenses durant la saison
| Date                    | Joueur          | Récompense                                     |
| ----------------------- | --------------- | ---------------------------------------------- |
| 11 janvier - 17 janvier | Damian Lillard  | Joueur de la semaine dans la Conférence Ouest. |
| 15 février - 21 février | Damian Lillard  | Joueur de la semaine dans la Conférence Ouest. |
| 23 février              | Damian Lillard  | ☆ All-Star 2021 ☆                              |
| 7 mars                  | Anfernee Simons | ☆ Vainqueur du Slam Dunk Contest ☆             |
| 10 mai - 16 mai         | Damian Lillard  | Joueur de la semaine dans la Conférence Ouest. |
| Mai                     | Terry Stotts    | Entraîneur du mois dans la Conférence Ouest.   |
| 4 juin                  | Damian Lillard  | Twyman-Stokes Teammate of the Year Award       |
| 15 juin                 | Damian Lillard  | All-NBA Second Team                            |

## Transactions

### Joueurs qui re-signent
| Date       | Joueur          | Contrat                                                  |
| ---------- | --------------- | -------------------------------------------------------- |
| 21/11/2020 | Carmelo Anthony | Contrat de 2 564 753 $ sur 1 an.                         |
| 22/11/2020 | Rodney Hood     | Contrat partiellement garanti de 20 898 696 $ sur 2 ans. |

### Options dans les contrats
| Date       | Joueur          | Option                                                                                  |
| ---------- | --------------- | --------------------------------------------------------------------------------------- |
| 16/11/2020 | Mario Hezonja   | Mario Hezonja active son option joueur de 1 923 136 $ pour la saison 2020-2021.         |
| 17/11/2020 | Rodney Hood     | Rodney Hood décline son option joueur de 6 003 900 $ pour la saison 2020-2021.          |
| 19/11/2020 | Wenyen Gabriel  | Portland refuse de prolonger la "Qualifying Offer". Wenyen Gabriel devient agent libre. |
| 27/12/2020 | Nassir Little   | Portland active son option d'équipe de 2 316 240 $ pour la saison 2021-2022.            |
| 27/12/2020 | Anfernee Simons | Portland active son option d'équipe de 3 938 818 $ pour la saison 2021-2022.            |

### Échanges
| Novembre    | Novembre | Novembre | Novembre |
| ----------- | --- | --- | -------- |
| 20 novembre | Échange à trois équipes                                                                                            | Échange à trois équipes                                                                                             | [ 24 ]   |
| 20 novembre | Vers les Trail Blazers de Portland - Enes Kanter (Des Celtics) - Compensation financière (Des Grizzlies)           | Vers les Grizzlies de Memphis - Mario Hezonja (Des Trail Blazers) - Droits sur Desmond Bane (#30) (Des Celtics)     | [ 24 ]   |
| 20 novembre | Vers les Celtics de Boston - Second tour de draft 2023 (Des Grizzlies) - Second tour de draft 2025 (Des Grizzlies) | | [ 24 ]   |
| 22 novembre | Vers les Trail Blazers de Portland - Robert Covington                                                              | Vers les Rockets de Houston - Trevor Ariza - Droits sur Isaiah Stewart (#16) - Premier tour de draft 2021 (protégé) | [ 25 ]   |
| Mars        | | |          |
| 25 mars     | Vers les Trail Blazers de Portland - Norman Powell                                                                 | Vers les Raptors de Toronto - Rodney Hood - Gary Trent Jr.                                                          | [ 26 ]   |

### Arrivées

#### Draft
| Date       | Joueur             | Provenance                         |
| ---------- | ------------------ | ---------------------------------- |
| 22/11/2020 | C. J. Elleby (#46) | Cougars de Washington State (NCAA) |

#### Agents libres
| Date       | Joueur                  | Provenance                                       | Contrat                                           |
| ---------- | ----------------------- | ------------------------------------------------ | ------------------------------------------------- |
| 22/11/2020 | Harry Giles             | Kings de Sacramento                              | Contrat de 1 678 854 $ sur 1 an.                  |
| 22/11/2020 | Derrick Jones Jr.       | Heat de Miami                                    | Contrat de 18 978 900 $ sur 2 ans.                |
| 28/04/2021 | Rondae Hollis-Jefferson | Trail Blazers de Portland (contrats de 10 jours) | Contrat de 245 031 $ jusqu'à la fin de la saison. |

#### Contrats de 10 jours
| Date       | Joueur                  | Provenance                 |
| ---------- | ----------------------- | -------------------------- |
| 08/04/2021 | Rondae Hollis-Jefferson | Timberwolves du Minnesota  |
| 18/04/2021 | Rondae Hollis-Jefferson | Second contrat de 10 jours |

#### Two-way contracts
| Date       | Joueur         | Provenance                              |
| ---------- | -------------- | --------------------------------------- |
| 25/11/2020 | Keljin Blevins | Suns de Northern Arizona (NBA G-League) |
| 13/04/2021 | T. J. Leaf     | Thunder d'Oklahoma City                 |

### Départs

#### Agents libres
| Date       | Joueur                     | Nouvelle équipe ¹                    |
| ---------- | -------------------------- | ------------------------------------ |
| 24/11/2020 | Jaylen Adams               | Bucks de Milwaukee                   |
| 27/11/2020 | Hassan Whiteside           | Kings de Sacramento                  |
| 30/11/2020 | Wenyen Gabriel (Restreint) | Pelicans de La Nouvelle-Orléans      |
| 04/12/2020 | Jaylen Hoard               | Thunder d'Oklahoma City              |
| 09/12/2020 | Moses Brown                | Thunder d'Oklahoma City              |
| 23/02/2021 | Pau Gasol (Restreint)      | FC Barcelone                         |
| 02/03/2021 | Festus Ezeli               | Knicks de Westchester (NBA G-League) |